# Mitt hjärta trår och trängtar
Mitt hjärta trår och trängtar är en svensk psalm med fyra verser. Texten och musiken skrevs 1923 av Gunnar Petersén. Texten bearbetades 1948.

## Publicerad i
- Svenska Missionsförbundets sångbok (1951) nr 215, under rubriken "Troslivet - Syndabekännelse och överlåtelse".[1]

### Fotnoter
1. 1 2   Sånger och psalmer musik och text : för enskilt och offentligt bruk. Stockholm: Missionsförb. 1951. Libris 3387612